# 原康義
原 康義（はら やすよし、1952年4月13日 - ）は、日本の俳優、声優。東京都出身。文学座所属。

## 来歴・人物
高校は工業高校だったが、演劇に興味を持っていたため玉川大学演劇専攻に入学。
その後、在学中の4年間で自分が何をやりたいかを考え、1975年に文学座研究所へ入所。初舞台は1978年に三越劇場で公演された『五重奏』。1980年に座員となり、現在も主に舞台で活動している。
声優としても活動。洋画の吹き替えではビリー・ボブ・ソーントンやカイル・マクラクランをはじめ、デニス・クエイド、レイフ・ファインズ、カート・ラッセル、ケビン・コスナー、マーク・ライランス、リチャード・ギアなどを担当しているほか、テレビアニメ作品『おさるのジョージ』では、黄色い帽子のおじさんを2007年の日本放送開始時から演じている。

## 出演
太字はメインキャラクター。

### テレビドラマ
- 藍より青く（1972年、NHK連続テレビ小説） - 村上周太郎 役
- 大河ドラマ（NHK）
  - 元禄太平記（1975年） - 磯貝十郎左衛門 役
  - 花神（1977年） - 中牟田倉之助 役
  - 草燃える（1979年） - 曾我時致 役
  - 武田信玄（1988年）
  - 新選組!（2004年） - 手代木直右衛門 役
  - 篤姫（2008年）
- 横溝正史シリーズ 獄門島（1977年、TBS） - 了沢 役
- 新・木枯し紋次郎 第24話「虚空に賭けた賽一つ 」（1978年、東京12チャンネル）- 八郎
- 大江戸捜査網 第516話「意地悪婆さん、危機一髪」（1981年、テレビ東京 / 三船プロ）
- 銀河テレビ小説（NHK）
  - まわりみち（1981年10月12日 - 10月30日） - 武春
- 立花登・青春手控え 第8話「わかれ道」（1982年、NHK）
- 新・事件 断崖の眺め（1984年、NHK）
- 長七郎江戸日記 第2シリーズ「友情の命燃やして」（1988年、NTV・ユニオン映画） - 文進堂 役、吉太郎 役
- 銭形平次 第2シリーズ 第16話「疑惑の影」（1992年、フジテレビ） - 千太郎 役
- 特捜エクシードラフト 第36話（1992年、テレビ朝日） - 陣野忠雄 役
- 大岡越前 第14部 第14話「母が溺れた受験戦争」（1996年9月16日、TBS / C.A.L） - 松波正太郎 役
- パンドラIII 革命前夜（2011年、WOWOW）
- 相棒 Season16 第6話（2017年11月22日、テレビ朝日） - 山内秀夫 役

### 舞台
- 藪原検校（1990年）
- リア王（2002年）
- エレクトラ（2003年）
- オイディプス王
- 天保十二年のシェイクスピア（2005年）
- ガラスの仮面（2008年） - 小野寺 役
- 日の浦姫物語（2012年）
- 放浪記（2015年、シアタークリエ ほか） - 菊田一夫 役
- アンナ・クリスティ（2018年、よみうり大手町ホール / 梅田芸術劇場） - 坊さんジョニー 役
- 摂（2024年）[8]

### 映画
- あゝ野麦峠 新緑篇（1982年） - 加山努 役
- 轢き逃げ 最高の最悪な日（2019年） - 倉持信太郎 役
- 兄消える（2019年） - 坪内 役

### テレビアニメ
- るろうに剣心 -明治剣客浪漫譚-（1997年、悠久山安慈）
- MASTERキートン（1998年、ノイマン）
- 鉄人28号（第4作）（2004年、ケリー、ジョンソン）
- MONSTER（2004年 - 2005年、Dr.ベッカー）
- 闘牌伝説アカギ 〜闇に舞い降りた天才〜（2005年、倉石）
- 太陽の黙示録（2006年、地道行男[9]）
- シグルイ（2007年、蔦の市）
- ゴルゴ13（2008年、ジミー）
- フレッシュプリキュア!（2009音、写真屋の店主）
- ドキドキ!プリキュア（2013年、人見）
- ルパン三世 PART6（2022年、ダニエル[10]）

### 劇場アニメ
- 銀河英雄伝説外伝 黄金の翼（1992年、ヤン・ウェンリー）
- ガラスのうさぎ（2005年、江井竹夫）
- LUPIN THE IIIRD 峰不二子の嘘（2019年、コドフリー）

### OVA
- ジャイアントロボ THE ANIMATION -地球が静止する日（1992年 - 1998年、オロシャのイワン[11]、素晴らしきヒィッツカラルド[11]）
- 鉄腕GinRei Episode.2&3 禁断の果実を奪還せよ 極楽大作戦!!（1995年、イワン）

### Webアニメ
- スプリガン（2022年、クーパー）

### ゲーム
- スーパーロボット大戦α（2000年、オロシャのイワン、素晴らしきヒィッツカラルド）
- エイジ オブ エンパイアIII（2006年、エンリケ航海王子）
- タイムトラベラーズ（2012年、緒方首相）
- るろうに剣心 -明治剣客浪漫譚- 完醒（2012年、悠久山安慈）
- 共闘ことばRPG コトダマン（2020年、悠久山安慈）

### 吹き替え

#### 担当俳優
カート・ラッセル
- エグゼクティブ・デシジョン（デイヴィッド・グラント）※テレビ朝日版
- バックドラフト（スティーヴン・マカフレイ）※機内上映版
- 不法侵入（マイケル・カー）※テレビ朝日版
- ブレーキ・ダウン（ジェフリー・テイラー）※日本テレビ版
- ミラクル（ハーブ・ブルックス）

カイル・マクラクラン
- ツイン・ピークス（デイル・クーパー）
  - ツイン・ピークス/ローラ・パーマー最期の7日間
  - ツイン・ピークス The Return

- フォールアウト（ハンク・マクレーン）
- ルイスと不思議の時計（アイザック・イザード）
- ロズウェル（ジェシー・マーセル）

ケビン・コスナー
- イエローストーン（ジョン・ダットン）
- 13デイズ（ケネス・オドネル）※ソフト版
- すべてが変わった日（ジョージ・ブラックリッジ）
- ティン・カップ（ロイ・マカヴォイ）※フジテレビ版
- メッセージ・イン・ア・ボトル（ギャレット・ブレイク）

デヴィッド・ストラザーン
- サイモン・バーチ（ラッセル牧師）
- 代理人（チャールズ・ルウィン）
- ノマドランド（デイヴ）
- 真夏の夜の夢（シーシアス）

デニス・クエイド
- イン・グッド・カンパニー（ダン・フォアマン）
- G.I.ジョー（ホーク）
- デイ・アフター・トゥモロー（ジャック・ホール）※ソフト版
- ニュースの真相（ロジャー・チャールズ中佐）
- バンテージ・ポイント（トーマス・バーンズ）
- フォーティチュード/極寒の殺人鬼Ⅲ（マイケル・レノックス）
- ムービー43（チャーリー）

ビリー・ボブ・ソーントン
- アストロノーツ・ファーマー/庭から昇ったロケット雲（チャーリー・ファーマー）
- アメリカン・レポーター（ホラネク准将）
- イーグル・アイ（トーマス・モーガン）
- がんばれ!ベアーズ ニュー・シーズン（モリス・バターメイカー）
- グレイマン（ドナルド・フィッツロイ）
- ディボース・ショウ（ハワード・D・ドイル）
- バーバー（エド・クレイン）
- バンディッツ（テリー・コリンズ）※ソフト版
- ファースター 怒りの銃弾（コップ）
- ラブ・アクチュアリー（大統領）

マーク・ライランス
- アウトフィット（レオナルド・バーリング）
- シカゴ7裁判（ウィリアム・クンスラー）
- ダンケルク（ミスター・ドーソン）
- ドント・ルック・アップ（ピーター・イッシャーウェル）

リチャード・ギア
- 3人のキリスト（アラン・ストーン医師）
- プロフェシー（ジョン・クライン）※ソフト版
- ムービー43（ボス）

レイフ・ファインズ
- 教皇選挙（トマス・ローレンス枢機卿）
- 007シリーズ（ギャレス・マロリー / M）
  - 007 スカイフォール
  - 007 スペクター
  - 007/ノー・タイム・トゥ・ダイ

- ハート・ロッカー（PMC分隊長）
- ヘンリー・シュガーのワンダフルな物語（ロアルド・ダール）
  - 白鳥
  - ネズミ捕りの男
  - 毒

- 赦されし者（デイヴィッド・ヘニンガー）

#### 映画（吹き替え）
- アイアンマン2（ミード将軍〈エリック・L・ヘイニー〉）※劇場公開版
- 愛人/ラマン（中国人青年〈レオン・カーフェイ〉）※ソフト版
- 愛と喝采の日々（ユーリ〈ミハイル・バリシニコフ〉）※TBS版
- アイドル ワイルド（パーシヴァル〈アンドレ・3000〉）
- アステロイド/最終衝撃（ジャック・ワラック長官〈マイケル・ビーン〉）※ソフト版
- あなたが寝てる間に…（ピーター・キャラハン〈ピーター・ギャラガー〉）
- アメリ（イボリト）
- アメリカを売った男（ロバート・ハンセン〈クリス・クーパー〉）
- ある女流作家の罪と罰（ジャック・ホック〈リチャード・E・グラント〉）
- イップ・マン 最終章（イップ・マン〈アンソニー・ウォン〉）
- インサイダーズ/内部者たち（イ・ガンヒ〈ペク・ユンシク〉）
- イン・ザ・カット（マロイ〈マーク・ラファロ〉）
- ヴィレッジ（エドワード・ウォーカー〈ウィリアム・ハート〉）※日本テレビ版
- ウォンテッド（クロス〈トーマス・クレッチマン〉）※劇場公開版
- エイジ・オブ・イノセンス/汚れなき情事（ニューランド・アーチャー〈ダニエル・デイ＝ルイス〉）
- エクストラクション（ケン・ロバートソン〈D・B・スウィーニー〉）
- エクソシスト（バーク・デニングズ〈ジャック・マッゴーラン〉）※日本テレビ版
- X-MEN2（マッケナ大統領〈コッター・スミス〉）※ソフト版
- エネミー・ライン（トム・オマリー特務曹長〈デヴィッド・キース〉[17]）※フジテレビ版
- エレクション（ロク〈サイモン・ヤム〉）
- エレクトラ
- オーバー・ザ・ムーン（マーティ〈リーヴ・シュレイバー〉）
- オール・アバウト・マイ・マザー（アグラード〈アントニア・サン・フアン〉）
- オッペンハイマー（ニールス・ボーア〈ケネス・ブラナー〉[18]）
- ガーディアン/森は泣いている（フィル・スターリング〈ドワイヤー・ブラウン〉）※VHS版
- 風と共に去りぬ（アシュレー・ウィルクス〈レスリー・ハワード〉）※ソフト版
- キャリントン（ラルフ・パートリッジ〈スティーヴン・ウォディントン〉）
- キリング・ゾーイ（ゼッド〈エリック・ストルツ〉）
- グレタ GRETA（クリス〈コルム・フィオール〉[19]）
- 敬愛なるベートーヴェン（ルートヴィヒ・ヴァン・ベートーヴェン〈エド・ハリス〉）
- 激突!（デイヴィッド・マン〈デニス・ウィーバー〉）※ソフト版
- ケロッグ博士（ウィリアム・ライトボディ〈マシュー・ブロデリック〉）
- GOAL!（マル・ブライスウェイト）
- ココシリ（リータイ〈トプギェル〉）
- GODZILLA ゴジラ（ジョー・ブロディ〈ブライアン・クランストン〉[20][4]）
- ことの終わり（パーキス〈イアン・ハート〉）
- コナン・ザ・バーバリアン（カラー・ジム〈スティーヴン・ラング〉）
- 刺さった男（ロベルト〈ホセ・モタ〉）
- ザ・マウンテン 決死のサバイバル21日間（マーク〈ダーモット・マローニー〉）
- さよなら、さよならハリウッド（ハル〈トリート・ウィリアムズ〉）
- ジェット・ローラー・コースター（ハリー・コールダー〈ジョージ・シーガル〉）※ソフト版
- 死海殺人事件（レノックス・ボイントン）
- 史上最大の作戦（デヴィッド・キャンベル〈リチャード・バートン〉）※テレビ東京版
- 死への逃避行（ラルフ・フォーブス〈サミー・フレー〉）
- ジャーニーズ・エンド（デニス・スタノープ大尉〈ジェレミー・ノーサム〉）
- 将軍の娘/エリザベス・キャンベル（ロバート・ムーア大佐〈ジェームズ・ウッズ〉）
- 処刑教室 地獄のターミネーター（エメット・グレイザー〈ニック・カサヴェテス〉）
- スカイ・ファイター/地獄の最終指令（トム・ウォーターズ〈ビリー・ワース〉）
- 好きと言えなくて（ブライアン〈ベン・チャップリン〉）
- 過ぎゆく夏（ジャック・ケイブ〈ジョン・トラボルタ〉）
- スター・ウォーズ/最後のジェダイ
- スタンド・バイ・ミー（ゴードン・ラチャンス〈リチャード・ドレイファス〉）※BD版
- ステルス（キース・オービット博士〈リチャード・ロクスバーグ〉[21]）
- スパイ・ゲーム（チャールズ・ハーカー〈スティーヴン・ディレイン〉）※テレビ東京版
- スパイダーマン3（カート・コナーズ博士〈ディラン・ベイカー〉）
- スリーパーズ（ロレンツォ・カルカテラ〈ジェイソン・パトリック〉）※ソフト版
- S.W.A.T. 闇の標的（ウォルター・ハッチ〈ロバート・パトリック〉）
- セルフレス/覚醒した記憶（ダミアン〈ベン・キングズレー〉）
- 宋家の三姉妹（蔣介石〈ウー・シングォ〉）
- ゾディアック（マーティ・リー〈ダーモット・マローニー〉）
- ダーク・ブルー（フランタ・スラーマ〈オンドジェイ・ヴェトヒー〉）
- タイタニック（一等航海士 マードック〈ユアン・スチュワート〉）※フジテレビ版
- タイタンズを忘れない（ビル・ヨースト〈ウィル・パットン〉）
- ダ・ヴィンチ・コード（アリンガローサ司教〈アルフレッド・モリーナ〉）※劇場公開版
- ダニエル・スティール/タイタニック（サム・ホロウィッツ〈クリス・サランドン〉）※テレビ東京版
- ツイスター（ジョーナス博士〈ケイリー・エルウィス〉）※ソフト版
- デーモン・ナイト（コレクター〈ビリー・ゼイン〉）
- デイ・アフター 首都水没
- テネシー・ナイツ（ウルフガング〈ジュリアン・サンズ〉）
- 天地創造（カイン〈リチャード・ハリス〉）※テレビ朝日版
- トランスフォーマーシリーズ
  - トランスフォーマー（トム・バナチェック〈マイケル・オニール〉）
  - トランスフォーマー/リベンジ（モーシャワー将軍〈グレン・モーシャワー〉）
  - トランスフォーマー/ダークサイド・ムーン（モーシャワー将軍〈グレン・モーシャワー〉）
  - トランスフォーマー/最後の騎士王（モーシャワー将軍〈グレン・モーシャワー〉）
- トレジャーアイランド（ブライアン・マクブライド〈スティーヴン・ボールドウィン〉）
- ナイト・オブ・ザ・スカイ（ベルトラン〈フィリップ・トレトン〉[22]）
- 泣かないで（デイビッド〈デヴィッド・デュークス〉）
- ノーマンズ・ランド（テッド・ヴァーリック〈チャーリー・シーン〉）※テレビ朝日版
- バーチュオシティ（パーカー警部補〈デンゼル・ワシントン〉）※ソフト版
- バイオ・エイリアン/新種誕生（ジム・ビショップ〈スティーヴ・レイルズバック〉）
- バイオハザードIII（チェイス・マラヴォイ〈リンデン・アシュビー〉）※テレビ朝日版
- ハイテクサンタがやってきた（ニック〈ブライアン・クランストン〉）
- ハウス・オブ・ザ・デッド（カーク船長〈ユルゲン・プロホノフ〉）
- 初体験・青き性のときめき（クロード〈アラン・コアン〉）
- パッチ・アダムス トゥルー・ストーリー（パッチ・アダムス〈ロビン・ウィリアムズ〉）
- パトリオット・ゲーム（ケヴィン・オドンネル〈パトリック・バーギン〉）※テレビ朝日版
- パニック・イン・スタジアム（グリーン）※テレビ朝日版
- バベル（アブドゥラ）
- パラサイト2000（カール・ダイソン）
- ピクセル（岩谷徹〈デニス・アキヤマ〉）
- ビッグゲーム 大統領と少年ハンター（副大統領〈ヴィクター・ガーバー〉）
- ビッグ・スウィンドル!（チャ班長）
- ビバリーヒルズ・コップ3（ビリー・ローズウッド〈ジャッジ・ラインホルド〉）※ソフト版
- フォーチュン・クッキー（ライアン〈マーク・ハーモン〉）
  - シャッフル・フライデー[23]
- フランキー・スターライト/世界で一番素敵な恋（テリー〈マット・ディロン〉）
- ブルーサンダー（フランク・マーフィー〈ロイ・シャイダー〉）※ソフト版
- ブロス/やつらはときどき帰ってくる（ジミー・ノーマン〈ティム・マシスン〉）※テレビ東京版
- BUNRAKU（バーテンダー〈ウディ・ハレルソン〉）
- ペリカン文書（グレイ・グランサム記者〈デンゼル・ワシントン〉）※ソフト版
- ヘルレイザー リターン・オブ・ナイトメア（トレヴァー〈ディーン・ウィンタース〉）
- ホーム・アローン3（ピーター・ボーブレー〈オレク・クルパ〉）※ソフト版
- ホーム・アローン4（ピーター・マカリスター〈ジェイソン・ベギー〉）
- ボアvsパイソン（エメット博士〈デヴィッド・ヒューレット〉）
- 抱擁（ランドルフ・ヘンリー・アッシュ〈ジェレミー・ノーサム〉）
- ぼくのともだち ドゥーマ（ピーター〈キャンベル・スコット〉）
- ぼくはゴーディ（ギルバード・サイプス〈ジェームズ・ドナディオ〉）
- ポルターガイスト（スティーヴ・フリーリング〈クレイグ・T・ネルソン〉）※テレビ朝日版
- マーキュリー・ミッション（ガス・ベイカー〈ロバート・ワグナー〉）
- マージョリーの告白（ハリー・ターナー〈スコット・バクラ〉）
- ミッドナイトクロス（ジャック・テリー〈ジョン・トラボルタ〉）※テレビ朝日版
- ミュージック・オブ・ハート（ブライアン・ターナー〈エイダン・クイン〉）
- ミラクルマスター/7つの大冒険（ダール〈マーク・シンガー〉）※テレビ朝日版
- みんな私に恋をする（ベスの父〈ドン・ジョンソン〉）
- ムーラン（ズー〈ツィ・マー〉[24]）
- モブスターズ/青春の群像（チャーリー・“ラッキー”・ルチアーノ〈クリスチャン・スレーター〉）
- U-571（ハーシュ大尉〈ジェイク・ウェバー〉）※テレビ朝日旧録版
- 夜になるまえに（レイナルド・アレナス〈ハビエル・バルデム〉）
- ライフ・イズ・ビューティフル（グイド〈ロベルト・ベニーニ〉）※ソフト版
- ラスト・オブ・モヒカン（ホークアイ〈ダニエル・デイ＝ルイス〉）※VHS版
- ラスト・マップ/真実を探して（ターナー・レア〈クリストファー・ウォーケン〉）
- ラブ・アクチュアリー（ダニエル〈リーアム・ニーソン〉）
- ラプター・アイランド（ハケット〈ロレンツォ・ラマス〉）
- ララミーから来た男（デイヴ）※ソフト版
- レジェンド・オブ・ゾロ（ジェイコブ・マクギブンス〈ニック・チンランド〉）※ソフト版
- レモネード・マウス（ブレニガン校長〈クリストファー・マクドナルド〉）
- ローグ アサシン（リー・チャン〈ジョン・ローン〉）
- ロスト・ハイウェイ（フレッド・マディソン〈ビル・プルマン〉）
- ワイルドカントリー（ジム・タナー〈スティーヴ・フォレスト〉）
- わが心の友 愛犬デヴォン（リチャード〈レオ・トロンベッタ〉）
- わが心のボルチモア（ジュールス・ケイ〈エイダン・クイン〉）

#### ドラマ
- アガサ・クリスティー ミス・マープル 鏡は横にひび割れて（ジェラード・ヘイドック医師）
- インディ・ジョーンズ/若き日の大冒険（シーグフリード・サスーン中尉）
- 仮面の王 イ・ソン（国王〈キム・ミョンス〉）
- キャシアン・アンドー（ダヴォ・スカルダン〈リチャード・ディレイン〉）
- 宮廷女官チャングムの誓い（監察内侍〈イ・キョンウォン〉）
- 救命医ハンク セレブ診療ファイル（ザック・キングズリー〈リー・ターゲセン〉）
- クリミナル・マインド5 FBI行動分析課（プロフェット〈マイケル・ケリー〉）
- クリミナル・マインド 特命捜査班レッドセル（ジョナサン・“プロフェット”・シムズ〈マイケル・ケリー〉）
- 刑事マルティン・ベック ロゼアンナ（フォルケ・ベンクトソン）
- コールドケース7 ザ・ファイナル（ショーン・フラナガン）
- CSI:ニューヨーク7（チャールズ・マーティン）
- SHERLOCK（シャーロック）（グレッグ・レストレード警部〈ルパート・グレイヴス〉）
  - SHERLOCK/シャーロック 忌まわしき花嫁
- シャーロック・ホームズの冒険
  - 銀星号事件（ネッド・ハンター）
  - 這う人（ジャック・ベネット〈エイドリアン・ルキス〉）
- 情熱のシーラ（ファン・ルイス・ベイグベデル〈トリスタン・ウヨア〉）
- 新アウターリミッツ シーズン1 #11（ジョン・ホランド）
- ステート・オブ・プレイ〜陰謀の構図〜（ウィルソン）
- 第一容疑者1 連鎖（トニー・マディマン）
- 第一容疑者7 裁かれるべき者（クライヴ・"ストリート"・ノートン〈スティーヴン・マッキントッシュ〉）
- 太王四神記（ヤン王〈トッコ・ヨンジェ〉）
- チャームド 〜魔女3姉妹〜（ギデオン）
- 超音速攻撃ヘリ エアーウルフ シーズン3 #17（ロバート・ホリス〈ブライアン・クランストン〉）
- TAKEN（エリック・クロフォード〈アンディ・パワーズ〉）
- バーン・ノーティス 元スパイの逆襲（ピート・ジャックマン）
- HAWAII FIVE-0（ウォー・ファット〈マーク・ダカスコス〉）
- ピウス13世 美しき異端児（ヴォイエッロ〈シルヴィオ・オルランド〉）
- 4400 未知からの生還者（トム・ボールドウィン〈ジョエル・グレッチ〉）
- フュード/確執 ベティ vs ジョーン（ジャック・ワーナー〈スタンリー・トゥッチ〉）
- ブラインデッド:ゾウズ・フー・キル（ライフ・ハルボー〈ヘンリク・プリップ〉[25]）
- ブラザーズ&シスターズ（チャーリー）
- ボードウォーク・エンパイア 欲望の街
- 冒険野郎マクガイバー（マードック）
- ミス・マープル カリブ海の秘密（ティム・ケンドル〈エイドリアン・ルキス〉）
- ミディアム5 霊能者アリソン・デュボア（トッド・エモリー〈ジェフリー・タンバー〉）
- ミディアム7 最終章（クラーク・カーウィン）
- リゾーリ&アイルズ2（ドウェイン・クラビッツ教授）
- リベンジ（トレッドウェル〈ロジャー・バート〉）
- LAW&ORDER:クリミナル・インテント（チャールズ・ウェブ〈マイケル・グロス〉）
- ロイヤル・スキャンダル 〜エリザベス女王の苦悩〜
- 6人の女 ワケアリなわたしたち（マルク〈ブルーノ・ウォルコウィッチ〉）
- ロズウェル - 星の恋人たち（ダニエル・ピアス〈デヴィッド・コンラッド〉）
- ロング・ブライト・リバー

#### アニメ
- バットマン（カイザー）
- おさるのジョージ（2007年 - 、黄色い帽子のおじさん）
- おさるのジョージ3/ジャングルへ帰ろう（テッド〈黄色い帽子のおじさん〉）
- おさるのジョージ4/王子でござーる!（黄色い帽子のおじさん）
- おさるのジョージ5/めざせカウボーイ（黄色い帽子のおじさん）
- おさるのジョージ6/いざ出航!キャプテン・ジョージ（黄色い帽子のおじさん）
- スノーベイビー（バーニッシュ）

### ボイスオーバー
- 地球ドラマチック「モナリザ 微笑が秘めた真実」